# Ост-Індський Флот
Східний Флот (англ. Eastern Fleet), пізніше названий Ост-Індським Флотом (англ. East Indies Fleet)  — одне з оперативно-стратегічних об'єднань Королівського Військово-морського Флоту, що перебувало у складі флоту з 1941 року до 1971 року. Після 1944 року відомий також, як флот Ост-Індії або Далекосхідний флот.
У 1904 році Британський Перший Морський Лорд адмірал сер Джон Фішер видав наказ, щоб у разі виникнення війни на Тихоокеанському театрі три головні командування на Далекому Сході, Ост-Індська ескадра, Китайська станція та Австралійська ескадра, переходили в підпорядкування одного єдиного командування — Східного флоту, з основною військово-морською базою в Сінгапурі. Головнокомандувач, Китай у воєнний час переймав на себе повноваження головнокомандувача. Під час Першої світової війни ескадри зберегли свою автономність, і термін «Східний флот» використовувався лише як загальне позначення усіх угруповань британського Королівського флоту на Тихому океані. Така структура зберігалася до Другої світової війни та початку воєнних дій з Японською імперією, коли 8 грудня 1941 року було офіційно створено Східний флот, об'єднавши Ост-Індську ескадру та Китайську ескадру.
Під час війни до складу цього флоту входило багато кораблів і особовий склад флотів інших держав, у тому числі Нідерландів, Австралії, Нової Зеландії та США. 22 листопада 1944 року Східний флот був перейменований у Ост-Індський флот і продовжував базуватися в Тринкомалі. Після реорганізації кораблі, що залишилися, утворили Британський тихоокеанський флот. У грудні 1945 року британський Тихоокеанський флот був розформований, а його сили увійшли до складу Ост-Індського флоту. У 1952 році Ост-Індський флот був перейменований у Далекосхідний флот.

## Командування

### Командувачі
- віцеадмірал сер Джофрі Лейтон (8 грудня 1941 — 1942);
- віцеадмірал сер Джеймс Сомервілль (1942 — 1944);
- віцеадмірал сер Брюс Фрезер (1944).